# 측선 (생물학)

상어의 옆줄

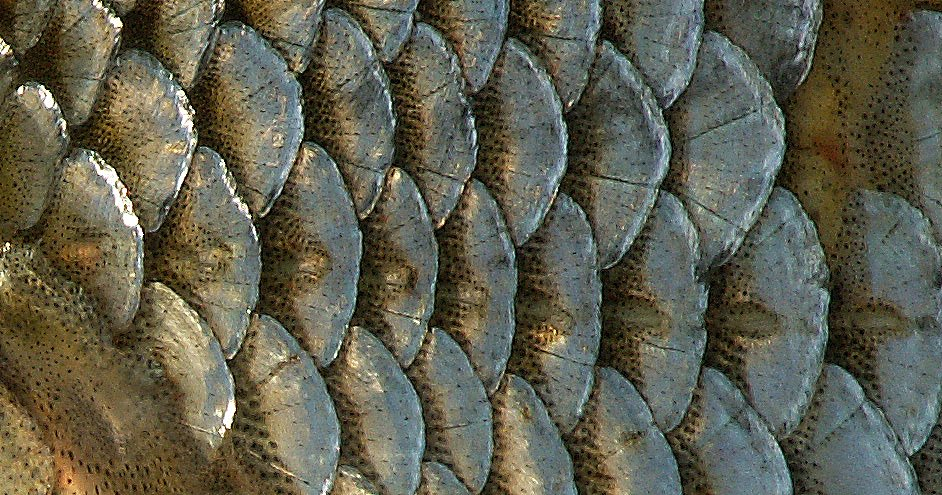
로치(잉어과)의 옆줄을 자세히 살펴본 모습

측선(側線) 또는 옆줄(lateral line)은 물고기의 기관이다. 옆줄은 물의 움직임과 진동을 감지하는 감각 기관이다. 옆줄은 주로 물고기 몸통의 양 옆에 위치하고 있으며, 아가미 뚜껑부터 꼬리 앞까지 이어진 가로 점선의 형태로 되어있다. 어떤 경우에는 옆줄이 전자기 박동을 감지하는 전자수용체의 역할도 수행한다. 그래서 상어와 같은 몇몇 척추동물들은 옆줄을 이용해 자기장을 감지하기도 한다. 대부분의 양서류 애벌레와 몇몇 다 자란 양서류도 이와 비슷한 기관을 가진다. 어떤 갑각류와 두족강도 이와 비슷한 기관이 있다.

## 같이 보기
- 털세포(hair cell)

## 참고 문헌
- Popper A.N. and C. Platt (1993) "Inner ear and lateral line", in The Physiology of Fishes, 1st ed. CRC Press.
- Schellart N.A.M. and R.J. Wubbels (1998) "The auditory and mechanosensory lateral line system", in The Physiology of Fishes, 2nd ed. CRC Press.